# Masagati
Masagati è una circoscrizione rurale (rural ward) della Tanzania situata nel distretto di Kilombero, regione di Morogoro. Conta una popolazione di 7 121 abitanti (censimento 2012).